# El Pao (Venezuela)
Pour les articles homonymes, voir El Pao.
El Pao est une ville de l'État de Cojedes au Venezuela, capitale de la paroisse civile d'El Pao et chef-lieu de la municipalité de Pao de San Juan Bautista.

## Culture

### Patrimoine
La ville possède l'une des plus anciennes églises du Venezuela, l'église San Juan Bautista d'El Pao, construite à partir de 1661. Elle possède également une église coloniale construite en 1782.